# Kwaad bloed
kwaad bloed is het dansgezelschap rond de Belgische danser en choreograaf Ugo Dehaes. De organisatie was actief van 2000 tot 2016.
Ugo Dehaes richtte kwaad bloed op samen met de Belgische danseres en choreografe Charlotte Vanden Eynde nadat ze in 1999 P.A.R.T.S., de internationale hogeschool voor hedendaagse dans onder leiding van Anne Teresa De Keersmaeker, hadden verlaten. Het doel van organisatie is de hedendaagse podiumkunst te bevorderen, onder andere door de productie en realisatie van dans- en theatervoorstellingen. kwaad bloed kiest daarbij voor lange speelreeksen en het opbouwen van repertoire.
De eerste productie van kwaad bloed was Lijfstof (Ugo Dehaes en Charlotte Vanden Eynde, 2000). De bekendste is waarschijnlijk couple-like (2006, co-creatie met Keren Levi). Die werd tussen 2006 en 2001 een honderdtal keren opgevoerd, voornamelijk in België en Nederland maar ook in Duitsland, Groot-Brittannië, Israël, Italië, Kroatië, Luxemburg, Noorwegen, Polen, Roemenië, Slovakije, Slovenië en Turkije. kwaad bloed werd in 2015 en 2016 structureel gesubsidieerd door de Vlaamse overheid.

## Producties
Producties van Ugo Dehaes:
- Lijfstof (Ugo Dehaes en Charlotte Vanden Eynde, 2000)
- Roest (Ugo Dehaes, 2002)
- Rozenblad (Ugo Dehaes, 2004, co-productie met Laika)
- couple-like  (Ugo Dehaes, 2006, co-creatie met Keren Levi)
- Forces (Ugo Dehaes, 2008)
- couple-like #2 (Ugo Dehaes en Keren Levi, 2010)
- Women (Ugo Dehaes, 2011)
- Grafted / Geënt (Ugo Dehaes, 2012)
- Intimacy (Ugo Dehaes, 2013)
- Grafted duet (Ugo Dehaes, 2015)
- DMNT (Ugo Dehaes, 2015)
- RATS (Ugo Dehaes, 2017, co-productie met fABULEUS)

Een productie van Ugo Dehaes die niet werd geproduceerd door kwaad bloed is Girls (2013, in samenwerking met Natascha Pire). Ze werd geproduceerd door fABULEUS, een Leuvens productiehuis voor dans en theater. 
Andere producties:
- Benenbreken (Charlotte Vanden Eynde, 1997)[5]
- Zij Ogen (Charlotte Vanden Eynde, 1998)[6]
- Vrouwenvouwen (Charlotte Vanden Eynde, 1999)[7]
- Map me (Charlotte Vanden Eynde en Kurt Vandendriessche, 2003)[8]
- Beginnings/Endings (Charlotte Vanden Eynde, 2005)[9]
- Jeudi (Kataline Patkaï, 2014)

Alhoewel kwaad bloed vooral producties realiseerde van Ugo Dehaes, is de organisatie ook verbonden met enkele producties van Charlotte Vanden Eynde en Kataline Patkaï. 